# 25624 Kronecker
25624 Kronecker (2000 AK48) là một tiểu hành tinh vành đai chính được phát hiện ngày 6 tháng 1 năm 2000 bởi P. G. Comba ở Prescott.